# Pseudopenicillus
Pseudopenicillus es un género monotípico de algas, perteneciente a la familia Udoteaceae.

## Especie dePseudopenicillus
- Pseudopenicillus aegaeicus